# Petra Magoni

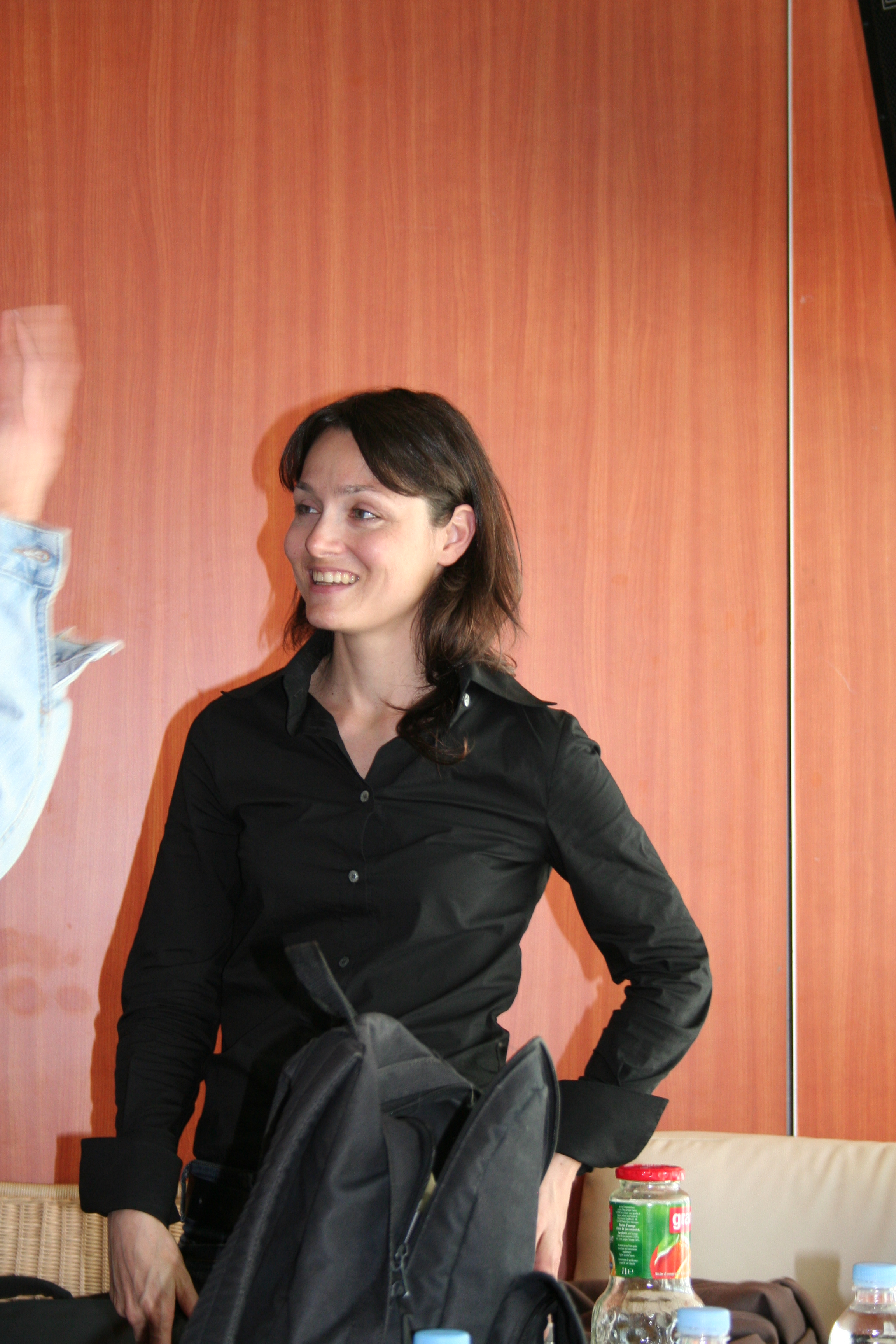
Petra Magoni.

Petra Magoni (Pisa, 28 de julio de 1972) es una cantante italiana.

## Trayectoria artística
Empieza a cantar en un coro de voces blancas y con otros grupos vocales de diversos géneros. Se perfecciona en música antigua con Alan Curtis en el Conservatorio de Livorno y en el Istitituto Pontificio di Musica Sacra de Milán. Participa en seminarios sobre improvisación, canto armónico, difóonico y "ensemble vocal".
Trabaja en el ámbito de la música antigua y operística con la compañía del teatro Verdi de Pisa, con el grupo pisano "Senza freni" participa en la edición de 1995 del Arezzo Wave así como dos veces en el Festival de Sanremo (1996, con la canción E ci sei; 1997, con Voglio un dio). En esa época aparece en muchos programas de televisión y colabora con Giorgio Panariello en una gira teatral y en la película Bagnomaria para la que escribe el tema Che natale sei. Ha colaborado también con el rapper Stiv, con bandas "underground" (Les Anarchistes, Germinale), y con músicos de jazz como Antonello Salis, Ares Tavolazzi y con el pianista Stefano Bollani.
Bajo el pseudónimo de Artepal realiza proyectos dance como cantante y autora (Don't give up ha sido el tema del anuncio publicitario en televisión de Sasch). Ha editado dos discos con su propio nombre (Petra Magoni, 1996 y Mulini a vento, 1997), uno bajo el pseudónimo Sweet Anima, comercializado en enero de 2000, con las canciones escritas en inglés por Lucio Battisti y, como Aromatic junto a Giampaolo Antoni, el álbum electro-pop Still Alive editado en noviembre de 2004.
Con el contrabajista Ferruccio Spinetti (Piccola Orchestra Avion Travel) formó el grupo Musica Nuda, con el que ha grabado varios discos, como Musica Nuda, editado en 2004, con miles de copias vendidas en Italaia y clasificándose en tercer puesto en el Premio Tenco 2004, dentro la categoría intérpretes. El CD fue también publicado en 2005 también en Francia, Bélgica, Países Bajos, Luxemburgo y Suiza. 
En 2005 sale Seguendo Virgilio - dentro e fuori il Quartetto Cetra, homenaje a Virgilio Savona del Quartetto Cetra, álbum en el que algunos intérpretes revisitan algunos temas de Savona. Entre ellos Petra Magoni, al lado de Ferruccio Spinetti con el tema Il cammello e il dromedario.
El 25 de febrero de 2006 en la sala Petit Palau de Barcelona, dentro del Festival Barnasants 2006, el cantautor catalán Joan Isaac invita a la presentación de su disco De profundis a los italianos Mauro Pagani y Petra Magoni acompañada al contrabajo por Ferruccio Spinetti, los dos últimos se presentaban por primera vez en España, interpretando unas originales versiones de Guarda che luna y I will survive.
En marzo de 2006 publica el disco doble Musica Nuda 2, que le da gran éxito al dúo en Italia y en el extranjero, superando las ventas del disco precedente. El álbum contiene dos CD, el primero con solos de Petra & Ferruccio, y el segundo con artistas invitados.
En otoño de 2006 Petra y Ferruccio ganan el Premio-Targa Tenco - categoría Intérpretes - y el premio "Mejor Gira" en el PIMI (Premio Italiano Musica Indipendente) y en el MEI de Faenza.  En octubre del mismo año sale el disco Banda 25 de la Banda Osiris en el que Petra Magoni colabora en la canción La filanda versione italiana di "È ou nao è" de Amália Rodrigues.
El primero de diciembre de 2006 sale Quam Dilecta, un pequeño disco de música sacra grabado en la iglesia de San Nicola de Pisa y contiene temas sacros que Petra cantaba de niña, otros arreglos de temas clásicos y algunos inéditos.
Constantemente en gira en Italia y el extranjero, el directo de Musica nuda se edita en DVD en Francia e Italia bajo el título Live in Paris en 2006. Petra Magoni y Ferruccio Spinetti editan también en septiembre de 2007 su primer CD en directo, Live à Fip-Musica nuda, grabado igualmente en la primavera 2007 en París, Francia, donde la copia ha tenido gran seguimiento y obteniendo prestigiosos reconocimientos.
Otro de sus trabajos es AEDI-Odissea Pop, desconcierto de épica y canciones, que lleva a escena junto a Spinetti y la actriz y cantante Monica Demuru.
En junio de 2008 en Italia y en Francia la discográfica Blue Note edita su nuevo álbum Musica nuda 55/21 de temas inéditos del grupo (los dos artistas se consideran de hecho un grupo a todos los efectos).

## Discografía
- Musica nuda (2004)

1. Eleanor Rigby (The Beatles)
2. Roxanne (The Police)
3. Prendila così (Lucio Battisti)
4. Run with me
5. I will survive (Gloria Gaynor)
6. Guarda che luna
7. Maledetto sia l'aspetto (Monteverdi)
8. Blackbird (The Beatles)
9. Sacrifice
10. How intro/how insensitive
11. Voglio di vita uscir (Monteverdi)
12. Raindrops keep fallin' on my head (Burt Bacharach cantada por BJ Thomas y Butch Cassidy)
13. Nessuno (Mina)
14. Nature boy (Eden Ahbez)
15. Imagine (John Lennon)

- Musica nuda vol 2
  - CD1

1. Come Together (The Beatles)
2. Io sono meta
3. 5 + 7
4. Non andare via (Ne me quitte pas) (Jacques Brel)
5. Couleur café (Serge Gainsbourg)
6. I never say goodbye (Madonna)
7. Dindiandi
8. Like a Virgin (Madonna)
9. Lascia ch'io pianga (Haendel)
10. Il cacio con le pere
11. Splendido splendente
12. Le due corde vocali
13. Sirène
14. La vie en noir (Claude Nougaro)
15. Il camello e il dromedario
16. Over the rainbow

- - CD2 :

1. Why, judy, why ? (Billy Joel)
2. I almost had a weak
3. Some other time
4. Modena park
5. Take a Bow (Madonna)
6. Anima animale
7. Non arrossire
8. Pensieri di niente
9. Anninnia
10. L'amore arancione
11. My favourite things (John Coltrane)

- Musica nuda 55/21 (2008)

1. Pazzo Il Mondo !?
2. Si Viaggiare
3. Bocca Di Rosa
4. La Canzone Dei Vecchi Amanti (Featuring Stefano Bollani) (La chanson des vieux amants, Jacques Brel)
5. Fronne (Featuring cola Stilo)
6. Io So Che Ti Amero (Eu Sei Que Vou Te Amar) (con Tony Laudadio)
7. Anema E Core
8. Marinaio
9. Two For One
10. It Had Better Be Tonight
11. The Very Thought Of You (con Stefano Bollani)
12. La Pittrice Di Girasoli
13. Una Carezza In Un Pugno
14. While My Guitar Gently Weeps
15. Crocodail (Featuring Jacques Higelin)
16. Km E Dolori
17. Basta Un Colpo Di Vento